# 23 탈리아
23 탈리아(23 Thalia)는 소행성대에서 궤도를 돌고 있는 23번째 소행성이다. 그리스 신화에 나오는 무사 가운데 하나인 탈리아의 이름을 따랐다.